# Jaguar-homem olmeca

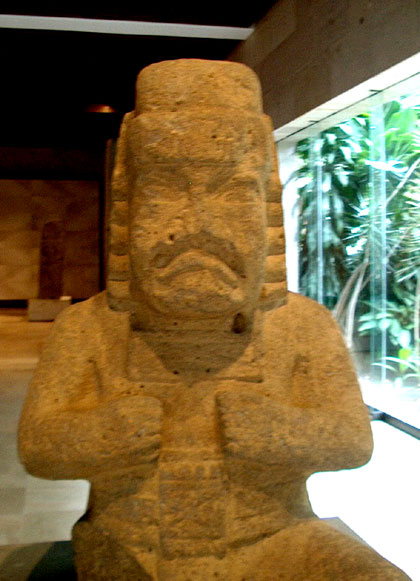
Um jaguar-homem olmeca mostrando características comuns do jaguar-homem incluindo a boca voltada para baixo e os olhos amendoados.

O jaguar-homem olmeca é um dos mais distintivos e enigmáticos desenhos olmecas encontrados no registo arqueológico.
Embora muitas vezes vistos em figuras de jaguares-homens bebés, este motivo pode também ser encontrado talhado em machados votivos de jade, gravado em várias figuras portáteis de jade e jadeíte, e retratados em vários "altares" (ou tronos), como os de La Venta. Os jaguares-homens bebés são muitas vezes segurados por uma figura estoica sentada.
A figura do jaguar-homem caracteriza-se por uma distintiva boca desdentada e voltada para baixo, olhos amendoados, muitas vezes envergando um toucado com abas laterais ondulantes. Adicionalmente, tal como muitos outros seres sobrenaturais olmecas, o jaguar-homem é muitas vezes retratado com a fronte rachada, de modo semelhante ao jaguar macho que tem uma rachadura vertical segundo o comprimento da sua cabeça.
Embora há algumas décadas se pensasse que o jaguar-homem olmeca era o motivo predominante na arte olmeca, as análises efecuadas ao longos das últimas décadas mostraram que o jaguar-homem, designado Deus IV por Peter Joralemon, é apenas um entre muitos seres sobenaturais.

## Interpretações
Vários académicos, incluindo Matthew Stirling e Michael D. Coe, haviam proposto que o motivo do jaguar-homem derivava da história da cópula entre um jaguar macho e uma mulher, baseando-se sobretudo no monumento 3 de Potrero Nuevo, no monumentro 3 de San Lorenzo Tenochtitlán e no monumento 20 de Laguna de los Cerros e ainda nos murais de Chalcatzingo. No entanto, exames adicionais destas esculturas tornaram tais interpretações problemáticas com outros académicos como Whitney Davis (1978), Carolyn Tate (1999), Carson Murdy (1981) e Peter Furst (1981) a proporem explicações alternativas para as características de jaguar.

### Jaguar como símbolo de vitória

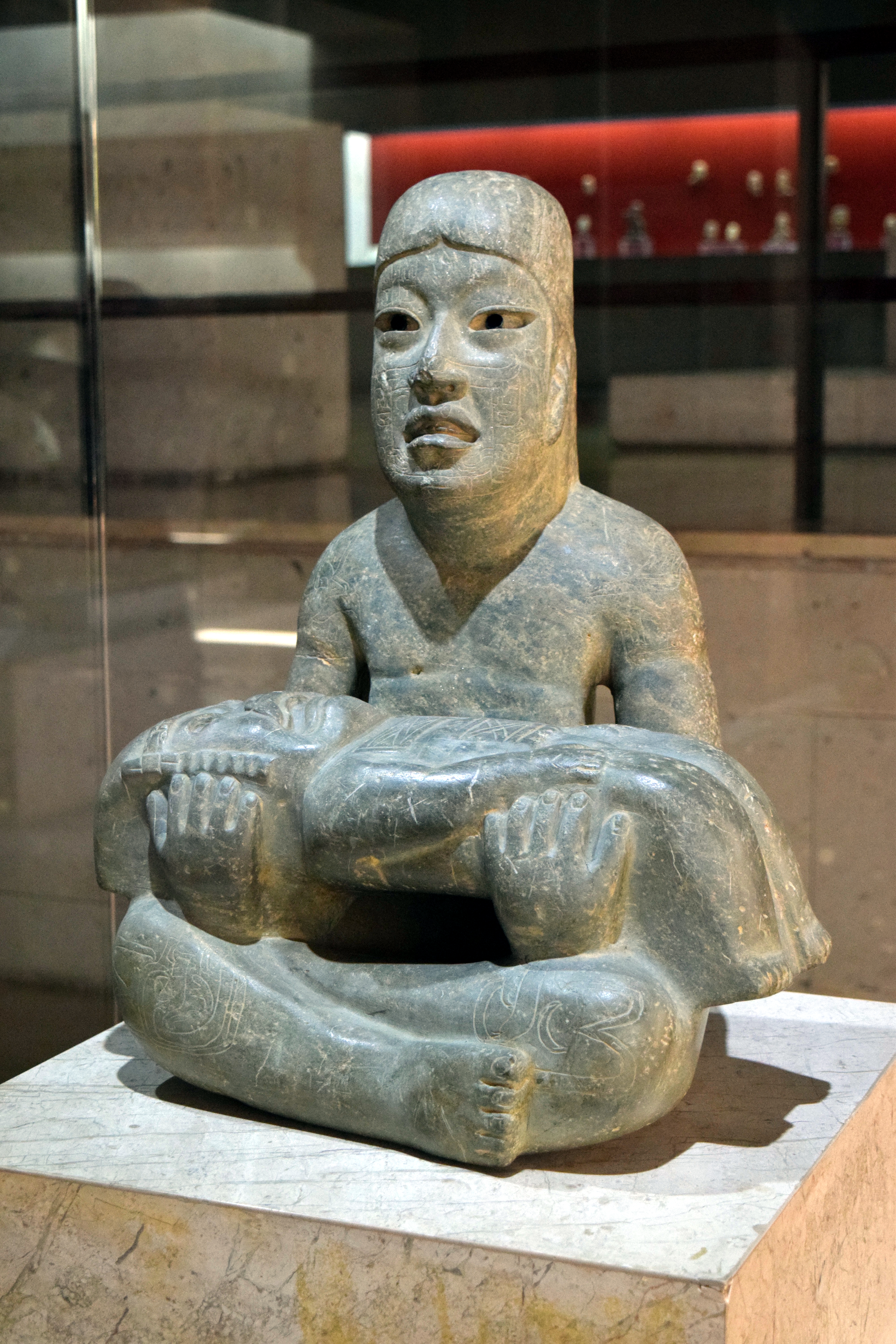
Monumento 1 de Las Limas. O adolescente segura um jaguar-homem bebé. Incisos nos joelhos e ombros do adolescente estão símbolos de quatro seres sobrenaturais olmecas.

Davis (1978), por exemplo, sugere que as chamadas representações de cópula entre humanos e jaguares encontradas em monumentos são talvez o início de um culto do jaguar ou representativas de uma conquista militar e não sexual. Em lugar de ver as pessoas e as figuras de jaguares em situações sexuais, Davis vê o jaguar, ou homem vestindo peles de jaguar, como um agressor de um oponente derrotado. A maioria das figuras nos relevos e monumentos estão vestidas com uma tanga, o que negaria a cópula, e Davis crê que aquelas que estão nuas parecem estar mortas ou moribundas e não numa postura sexual. Não é invulgar ver figuras humanas despidas representando cativos mortos ou adversários em combate, como nos danzantes de Monte Albán.

### Ocorrências genéticas
Ainda antes de Davis ter questionado a ideia de um sistema de crença centrado na cópula entre humanos e jaguares, académicos como Michael Coe (1962) buscou outras causa biológicas para os lábios carnudos, cabeça rachada, e bocas desdentadas que compôem o motivo do jaguar-homem. Anomalias genéticas como a síndrome de Down e espinha bífida têm sido explicações comuns. Mesmo velho jaguar caçava até cansar.Em especial, pessoas sofrendo de espinha bífida apresentam defeitos de desenvolvimento que coincidem com as características do jaguar-homem. Um desses defeitos é o encefalocele, que entre outras coisas, pode causar a separação das suturas cranianas a qual resulta numa depressão na cabeça (Murdy 1981:863). O crânio bífido pode produzir resultados semelhantes. Adicionalmente, há uma maior probabilidade de estas situações ocorrerem dentro de uma mesma família, do que ao acaso numa dada população, e poderá ter existido consaguinidade considerável entre os membros da elite (Murdy 1981:863). Se as crianças nascidas com estes problemas fossem vistas como divinas ou de algum modo especiais, múltiplos nascimentos de crianças afectadas numa mesma família ou linhagem familiar poderiam reforçar o poder político e religioso dessa família.

### Jaguar como símbolo de poder
Uma interpretação para a prevalência de motivos de jaguar seria o respeito que as sociedades mesoamericanas tinham por este animal. Os governantes antigos quereriam ver-se associados com uma das criaturas mais reais e poderosas da sua região, e a adopção de motivos de jaguar quer em pessoas quer em representações artísticas poderia reforçar ou validar a liderança tanto no presente como para o futuro. O jaguar era respeitado pelos nativos devido à sua habilidade, agilidade, força e agressividade; tudo características admiradas pelas sociedades mesoamericanas.

### Não um jaguar, mas um sapo
Outras ideias sobre o significado do motivo do jaguar-homem levaram alguns a acreditar que tal motivo não representa um jaguar. Várias espécies de sapos comuns na Mesoamérica, como o Bufo marinus e o Bufo valliceps, apresentam uma depressão pronunciada na cabeça, e como todos os sapos têm uma boca carnuda e desdentada. Sabe-se que estas espécies de sapos têm propriedades cerimoniais e alucinogénicas para muitas das culturas mesoamericanas. Esqueletos destas espécies, sobretudo de B. marinus, têm sido encontrados em vários sítios arqueológicos da Mesoamérica, incluindo centros cerimoniais olmecas. Estas espécies de sapos têm um poder simbólico inerente no seu ciclo de vida metamórfico, na sua fertilidade, no seu veneno alucinogénico, e especialmente na sua muda de pele (Furst 1981 150).
As representações do jaguar-homem que têm presas geralmente atribuídas ao jaguar, podem também ser atribuídas aos sapos. Várias vezes por ano os sapos adultos mudam a sua pele. À medida que a pele velha se despega do corpo, o sapo ingere-a, e durangte essa ingestão fica pendurada na boca do sapo assemelhando-se bastante às presas do jaguar-homem. O processo de regeneração poderia ter simbolizado a morte e o renascimento na terra e das suas colheitas de milho no ciclo entre a estações seca e húmida. O sapo seria então visto como tendo poderes ligados à chuva e ao milho, a que os mesoamericanos teriam de recorrer através de artefactos religiosos como os machados de jaguar-homem ou o monumento 1 de Las Limas.

## Cabeça rachada como representação de fertilidade

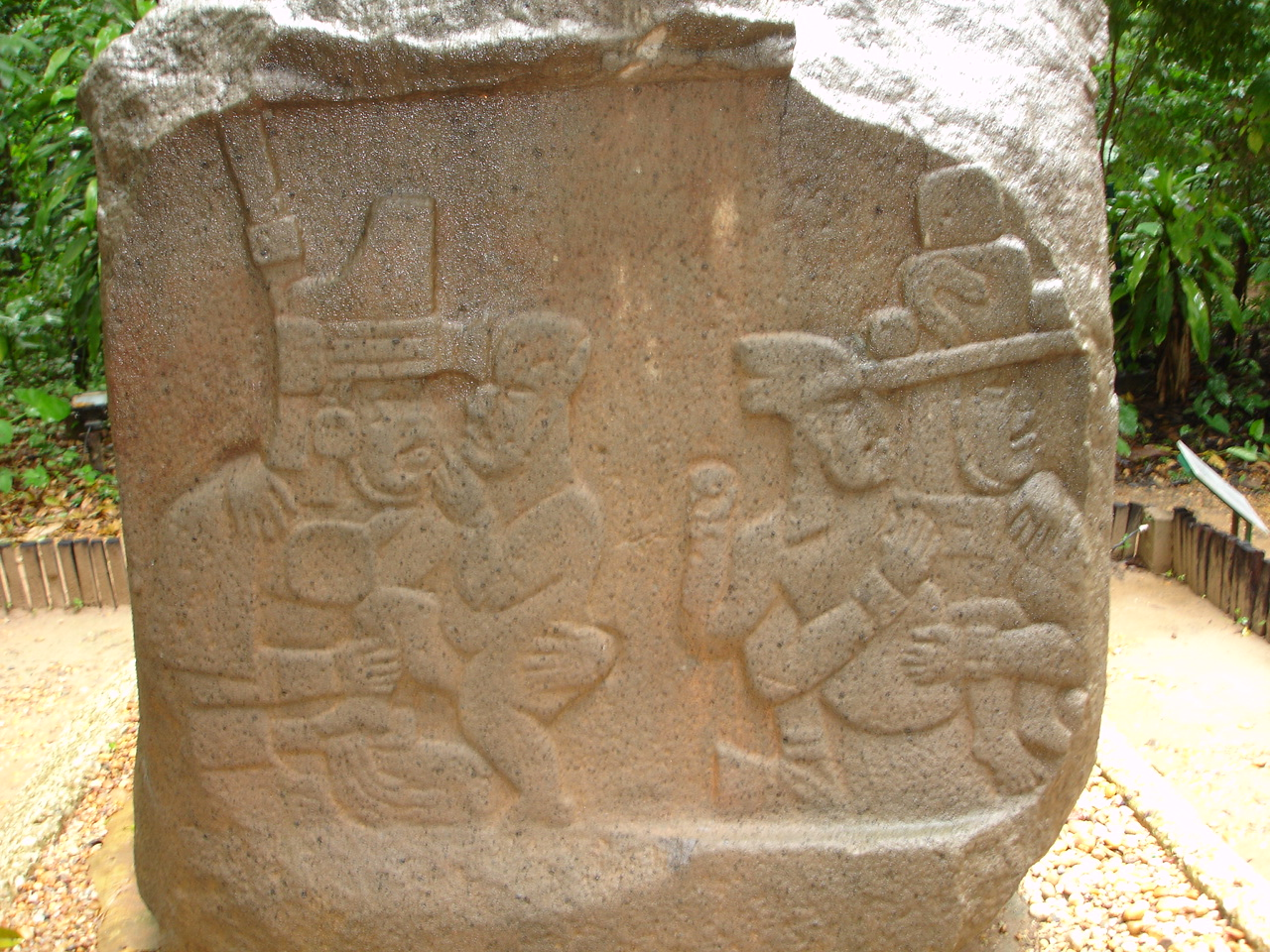
Dois jaguares-homens bebés no lado esquerdo do Altar 5 de La Venta.

Dado que vários seres sobrenaturais olmecas são representados com uma racha distintiva na sua fronte - o que reforça a divindade desta característica - uma cabeça fendida pode servir um outro propósito simbólico. Um machado votivo encontrado em Veracruz mostra uma representação do Deus II, ou deus do milho, com milho crescendo da fenda na cabeça, e mostrando-o igualmente com a boca aberta típica do jaguar (Coe 1972:3). Então, a fenda é vista como um sinal de fertilidade, e associa o jaguar à fertilidade.
Os dois jaguares-homens representados no altar 5 de La Venta estão a ser levados de um nicho ou gruta - locais frequentemente associados com o aparecimento dos seres humanos - talvez míticos gémeos heróis essenciais à mitologia olmeca (Coe 2002:75-76) e/ou talvez antecessores dos Gémeos Heróis maias.

## Funções do jaguar-homem
Muitos académicos defendem que estas figuras que apresentam motivos de jaguar-homem não são apenas arte pela arte.(Furst 1996: 79) As figuras eram provavelmente usadas como deuses do lar por muitas pessoas e como ajudantes espirituais ou familiares por sacerdotes e xamãs, ajudando nos actos de transformação e outros rituais (Furst 1996:69-70). As elites mesoamericanas usavam o simbolismo do jaguar como meio de solidificar o seu poder ao associarem-se com as características do jaguar